# Medal Ochotników Założycieli Wojska Litewskiego

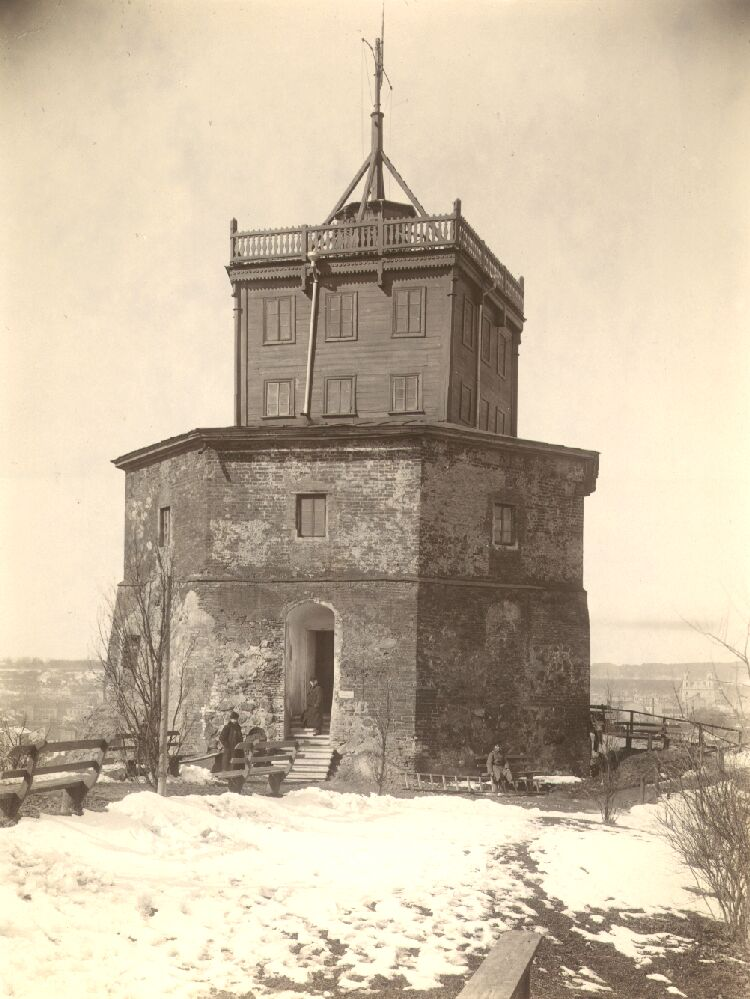
Zamek Górny w Wilnie figuruje na awersie Medalu Ochotników Założycieli Wojska Litewskiego

Medal Ochotników Założycieli Wojska Litewskiego (lit. Lietuvos kariuomenės kūrėjų savanorių medalis) – jedno z litewskich odznaczeń państwowych, ustanowione w roku 1928 w celu nagradzania ochotników wojny 1918–1920. Obecnie jest nadawane osobom, które zbrojnie walczyły przeciw okupantom Litwy w latach 1940–1990.

## Historia
Medal Ochotników Założycieli Wojska Litewskiego ustanowiono 27 lutego 1928. Było niezwykle trudno uzyskać to wyróżnienie – do rozpatrywania wniosków o przyznanie statusu ochotnika utworzono specjalną komisję – gdyż wolontariusze otrzymywali z automatu medal a także ziemię. Medal zaprojektował kowieński artysta Adomas Smetona (krewny prezydenta), a medal wykonywała szwajcarska firma „Huguenin Fréres”. Łącznie odznaczono 10 245 osób. Odznaczenie zostało zlikwidowane w 1940 po zajęciu Litwy przez ZSRR. 
Po odzyskaniu niepodległości przez Litwę w 1991 odznaczenie odnowiono w niemal identycznej formie (z rewersu usunięto jedynie datę „1918–1920”) i nadawał je prezydent kraju. Od czerwca 2002 jest przyznawane przez litewskiego ministra obrony narodowej jako odznaczenie resortowe. W latach międzywojennych odznaczenie było produkowane przez szwajcarską firmę Huguenin. Obecnie jest wytwarzane w Wilnie przez mennicę państwową, a wstążki dostarczane są przez duńską firmę Mørch & Søn. W okresie międzywojennym medalem tym odznaczono około 12 tys. osób, po roku 1991 – 1056 osób.

## Opis odznaki
Odznaką Medalu Ochotników Założycieli Wojska Litewskiego jest okrągły brązowy medal z obramowaniem. Na awersie znajduje się stylizowane wyobrażenie Zamku Górnego w Wilnie, a pod nim dłoń dzierżąca miecz, którym uderza w drugi miecz, łamiąc go, a jednocześnie rozcinając łańcuch, którym przepasane jest wzgórze zamkowe w Wilnie. Jest to typowa litewska symbolika, popularna w latach międzywojennych i łatwo czytelna (łańcuch to polska „okupacja” Wilna, zwycięski miecz to miecz litewski, roztrzaskany miecz to oręż polski). Na rewersie medalu znajduje się wieniec z liści dębu i wawrzynu, a w środku litewski napis LIETUVOS SAVANORIUI (Litewskim ochotnikom). Do 1940 używano nieco innego napisu: 1918–1920/SAVANORIUI (1918–1920/Ochotnikom). Medal zawieszany jest na klamrze umocowanej na wstążce z ciemnozielonej mory z trzema czerwonymi paskami wzdłuż obu brzegów wstążki i na jej środku oraz cienką żółtą bordiurą. Szerokość wstążki 34 mm.